# Кирило (Патріарх Болгарський)
Патріарх Кирило (у миру Костянтин Марков Константинов (*3 січня 1901, Софія, Болгарія — †7 березня 1971, Софія, Болгарія) — болгарський православний релігійний діяч, Патріарх Болгарський і митрополит Софійський (1953—1971).

## Біографія
Народився в сім'ї албанського походження (його албанське ім'я — Коста Пачу).
В 1914—1918 навчався в Софійській духовній семінарії, вивчав богослов'я в Софійському, Белградському і Загребському університетах, в 1927 отримав ступінь доктора богослов'я в Чернівецькому університеті. В 1928—1930 спеціалізувався в області філософії в Берлінскому університеті, також слухав лекції в Віденському університеті.
30 грудня 1923 був пострижений в чернецтво в Софії в храмі Святої Неділі. Був присвоєний в сан ієромонаха. Після закінчення навчання займав посади секретаря Рильського монастиря, вчителя і вихователя Софійської духовної семінарії, протосинкела Софійської митрополії, начальника культурно-просвітницького відділу Святого Синоду Болгарської Православної Церкви. З 1936 — єпископ Стобійський, потім став генеральним секретарем Святого Синоду. З 1938 — митрополит Пловдивський.
Під час Другої світової війни виступив проти видачі євреїв — громадян Болгарії в нацистську Німеччину. Взяв депортованих євреїв під свій захист, заявив, що якщо їх відправлять із Пловдива на поїзді, то він ляже перед ним. Інститут «Яд Вашем» в 2002 посмертно присвоїв йому (як і Екзарху Болгарії митрополиту Стефану) почесне звання «Праведник народів світу», а його наступникам були вручені спеціальна благодарствена грамота і почесна медаль.
З 1951 був намісником-головою Святого Синоду. Після відновлення в Болгарській православній церкві патріаршества 10 травня 1953 був вибраний на Церковно-народному соборі Патріархом Болгарським і митрополитом Софійським. До 1969 продовжував також бути керівником Пловдивської єпархії.
Лояльно відносився до прорадянському режиму, який прийшов до влади в Болгарії 1944 року. В свою чергу, болгарська держава створювала для церкви більше можливостей для діяльності, чим в СРСР (хоча існували і значні обмеження). Так, церкві належали багато храмів (в 1975, за офіційними даними, 2855) і монастірі, у неї були власне видавництво, яке випускало посібники і монографії), земельні ділянки, будинки відпочинку і здравниці. Вона видавала не тільки щомісячній журнал (як в СРСР), але і щотижневу газету. Крім того, головами приходських рад були священики (в СРСР після Архієрейського собору 1961 всією господарською діяльністю приходів займались світські особи — старости — призначені із згоди, а часто і по ініціативі державних органів).
Часто відвідував СРСР — вперше в 1948, іще будучи митрополитом, як член делегації Болгарської православної церкви у зв'язку 500-річчям автокефалії Російської православної церкви в Москві Засідання голів і предстоятелей Помісних православних церков (проголосив на ньому промову «Рим і Болгарія»). В останнє в 1970, коли вивчав документи, які зберігалися в історичних архівах Москви, в зв'язку з своєю науково-дослідницькою роботою. Підтримував тісні зв'язки з Російською православною церквою, яка, в свою чергу, наполягла на визнанні Константинопольським патріархатом в 1961 законності відновлення патріаршества в Болгарії. Весною 1962 Патріарх Кирил наніс офіційний візит Константинопольському Патріарху.
Доктор богослов'я honoris causa Софійської, Московської і Ленінградської духовних академій. Академік Болгарської академії наук з історичних і педагогічних наук (липень 1970). Був заступником голови Болгарського національного комітету захисту миру і постійнмм членом Всесвітньої Ради Миру. Був нагороджений двома орденами «Народна Республіка Болгарія» I степеня, орденом Кирила і Мефодія I степені. Народний діяч культури (1969).
Похован в головному храмі Бачковського монастиря.